# Claddach Kirkibost
Claddach Kirkibost, schottisch-gälisch: Cladach Chirceboist, Cladach Chircebost oder Cladach Chirceaboist, ist ein Weiler auf der schottischen Hebrideninsel North Uist, die zu den Äußeren Hebriden zählt.
Die Ortschaft liegt an der Westküste North Uists zwischen den Weilern Claddach Illeray im Süden und Claddach Kyles im Norden gegenüber der kleinen, sandigen Kirkibost Island. An seinem Ostrand befinden sich die kleinen Seen Loch an Toim und Loch an Fhaing Bhuidhe. Die von North Uist aus sämtliche Inseln Uists verbindende A865 erschließt Claddach Kirkibost.

## Geschichte
Claddach Kirkibost besaß eine eigene Schule. 1998 wurde in dem aufgelassenen Gebäude ein Gemeindehaus eingerichtet. Das Westford Inn am Nordrand wurde 1873 als Ärztevilla errichtet und später zu einer Gaststätte umgenutzt.